# Slow Tourism
Unter dem Begriff Slow Tourism (= Langsamer Tourismus) werden die vielfältigen Themen und Trends des Tourismus zwischen Langsamkeit und Nachhaltigkeit, Sinnhaftigkeit und Sinnlichkeit zusammengefasst, die ein authentisches Reiseerlebnis vorhersagen.

## Entwicklung
Einerseits läuft im 21. Jahrhundert die so genannte Tourismusindustrie mit ihren breit angelegten Kampagnen und Katalogen konform den Fortschritts- und Globalisierungsprämissen weiter. Andererseits entwickeln sich in Nischen und Zwischenräumen neue, andere Formen des Reisens, die vom Innehalten geprägt sind. Beide Formen des Reisens lassen sich aber nicht so einfach in A oder B trennen. Auch im Slow Tourism gibt es die Gleichzeitigkeit des Ungleichzeitigen. Es finden sich Reiseführer neben Internetbuchung, sinnliche Reiseerfahrung neben virtueller Reisevorbereitung, Fußpilgertour neben Fluganreise, Dorfgasthof neben iPod-Sprachübersetzer oder Natururlaub neben Geocaching. Auch wenn Slow Tourism eine andere Form des Reisens möchte, ist er fest in den Mainstream des heutigen Reisens eingebettet. Dafür hat sich gesamtgesellschaftlich der Begriff Glocalisation eingebürgert, der die Globalisierung gesamtgesellschaftlicher Lebenswelten mit dem menschlichen Bestreben nach Lokalisierung zu verknüpfen sucht.
Ausgehend vom Wellnesstrend zwischen Wohlfühlen und Gesundheit am Ende des 20. Jahrhunderts wird dem Slow Tourism von Christian Antz, der den Begriff und das Thema im deutschsprachigen Raum eingeführt hat, am Beginn des 21. Jahrhunderts eine stetig wachsende Entwicklung vorausgesagt.

## Herkunft
Der Begriff Slow Tourism, unter dem die verschiedenen Tendenzen dieser anderen Formen des Reisens zusammengefasst werden, leitet sich von der Initiativbewegung Slow Food für das Teilsegment der Ernährung ab, die in den 1980er Jahren entstand. Als Carlo Petrini 1989 die Initiative Slow Food mit den drei Grundsätzen „gut, sauber, fair“ in Norditalien aus der Taufe hob, gab er der explizit auf regionale Verwurzelung gründenden Bewegung einen internationalen Namen. Neben „Terra Madre“, der weltweiten Geschmacksmesse in Turin, oder der „Arche des Geschmacks“, der Liste regionaler, vom Aussterben bedrohter Produkte des Essens und Trinkens, gehen die Wege von Slow Food auch direkt in den touristischen Bereich über, mit „Osteria Italia“, dem Reiseführer zu regional orientierten italienischen Gasthäusern, oder Cittàslow, ganzen Ortschaften mit nachhaltiger Entwicklung, Landwirtschaft und Gastronomie. Ganz in der Nähe touristischer Alleinstellung bewegen sich die jetzigen Forderungen von Slow Food nach Erhaltung der Biodiversität, traditionellen Landschaften, regionalen Produkten und traditionellen Methoden. Ausgehend von einer stärker ökologischen hat sich Slow Food in vielen Bereichen zu einer stärker Lifestyle-orientierten Bewegung entwickelt, was sich auch in der künftigen Ausrichtung von Slow Tourism widerspiegelt.

## Wissenschaft
Die Fachhochschule Westküste in Heide (Schleswig-Holstein) trägt dem Trend des Slow Tourism insofern Rechnung, indem sie 2011 die erste deutsche, wahrscheinlich sogar erste weltweite Professur für Slow Tourism einrichtete. Die Professur wird vom deutschen Kunsthistoriker Christian Antz wahrgenommen.